# 索斯尼夫卡 (日托米爾區)
50°3′6″N 28°27′12″E / 50.05167°N 28.45333°E
索斯尼夫卡（烏克蘭語：Соснівка），是烏克蘭北部的村莊，隸屬日托米爾州的日托米爾區。該村面積1.02平方公里，海拔高度216米，2001年人口195，人口密度每平方公里191.36人。